# Кшевка
Кшевка — река в России, протекает по Батецкому району Новгородской области. Устье реки находится в 267 км по левому берегу реки Луги.
Длина реки — 5 км.

## География
Река находится в северо-западной части Новгородской области, в пределах Приильменской равнины, в зоне хвойно-широколиственных лесов. На реке стоят деревни Передольского сельского поселения Кшева, Брод и Лихарева Горка, среди псковских длинных курганов, при автодороге 49Н-0134 и 49К-01.

## История
Название реки восходит к лексической основе крьщева, связанной со словами крест и крещение.
Кшевка отмечена (без названия) на карте Шелонской пятины по писцовым книгам Матвея Ивановича Валуева 1497—1498 г.

## Данные водного реестра
Номер в Государственном каталоге географических названий — 0311822.